# مدونات باللغة الهندية
مدونات اللغة الهندية هي المدونات والمنشورات على شبكة الإنترنت باللغة الهندية والتي نشأت في الهند ، وعادةً ما تكون في منطقة حزام الهندية. ويشكل هذا جزءًا مهمًا من مدونات الإنترنت الهندية الأكثر انتشاراً.

## تاريخ
يُعد ألوك كومار من الرواد في مجال التدوين باللغة الهندية. فقد أنشأ أول مدونة هندية معروفة بعنوان नौ दौ ग्यारह (ويُترجم حرفيًا إلى: "تسعة عشر"). كما قدّم المصطلح الهندي चिट्ठा (تشيتا) ليُستخدم بديلًا لكلمة "مدونة". وقد اعتمد هذا المصطلح بسرعة من قِبل المدونين الآخرين، وأصبح لاحقًا المصطلح القياسي للتدوين باللغة الهندية، ورغم أن التدوين باللغة الهندية كان يواجه تحديات تتعلق بصعوبة كتابة النصوص بالحروف الهندية، فإن عدد المستخدمين كان محدودًا في البداية. ومع ذلك، ومع تزايد توفر أدوات الكتابة باللغة الهندية، بدأ عدد المدونين في هذا المجال بالنمو تدريجيًا.
ومنذ عام 2007، زاد عدد المدونات الهندية بسرعة. وكان ذلك بسبب ظهور دعم اللغة الهندية في خدمات التدوين المختلفة، وإدخال أدوات الكتابة الهندية الجديدة في بلوغر، والترويج للتدوين باللغة الهندية من خلال وسائل الإعلام الرئيسية. 

## النساء في التدوين باللغة الهندية
لقد لعبت المرأة دورًا مهمًا في مجتمع التدوين باللغة الهندية. مع حلول أبريل 2013، بلغ عدد المدونات الهندية أكثر من 50 ألف مدونة، منها ما يقارب من 25% (12500) من تأليف مُدوّنات. 

## أنواع المدونات
في المراحل المبكرة كانت معظم المدونات الهندية ذات طبيعة شخصية، مع وجود عدد محدود فقط من المدونات التي تركز على مواضيع واهتمامات محددة. واعتبارًا من عام 2007، زاد عدد المدونات الهندية بسرعة، وبدأت المدونات في تغطية مواضيع مختلفة مثل السينما والتكنولوجيا والعلوم والهوايات والتصوير الفوتوغرافي .وفي عام 2010، بدأت صحيفة وول ستريت جورنال مدونة باللغة الهندية تسمى India Real Time، والتي انتهت لاحقًا في عام 2017، والتي غطت الأخبار والرياضة وبوليوود والسياسة والأعمال .  

## جائزة المدونة الأدبية

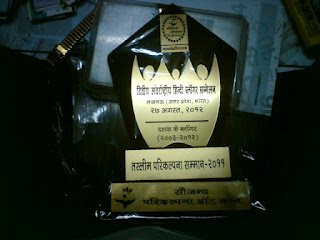
تذكار جائزة باريكالبانا

جائزة باريكالبنا هي جائزة أدبية للمدونات في الهند